# ВАЗ-2109
ВАЗ-2109  Лада Самара — п'ятидверний передньопривідний хетчбек Волзького автозаводу. Роки виробництва — 1987-2011.
У 2004 році виробництво ВАЗ-2109 перенесене до України на завод АвтоЗАЗ.
Раніше автомобіль оснащувався рядними чотирициліндровими восьмиклапанними карбюраторними бензиновими двигунами об'ємом 1100, 1300, 1500 і 1600 см3. З 1994 року на ці машини стали встановлюватися чотирициліндрові бензинові двигуни з розподіленим впорскуванням палива.
При складеному задньому сидінні машина трансформується у вантажопасажирський варіант, подібний до універсала.

## Історія виробництва

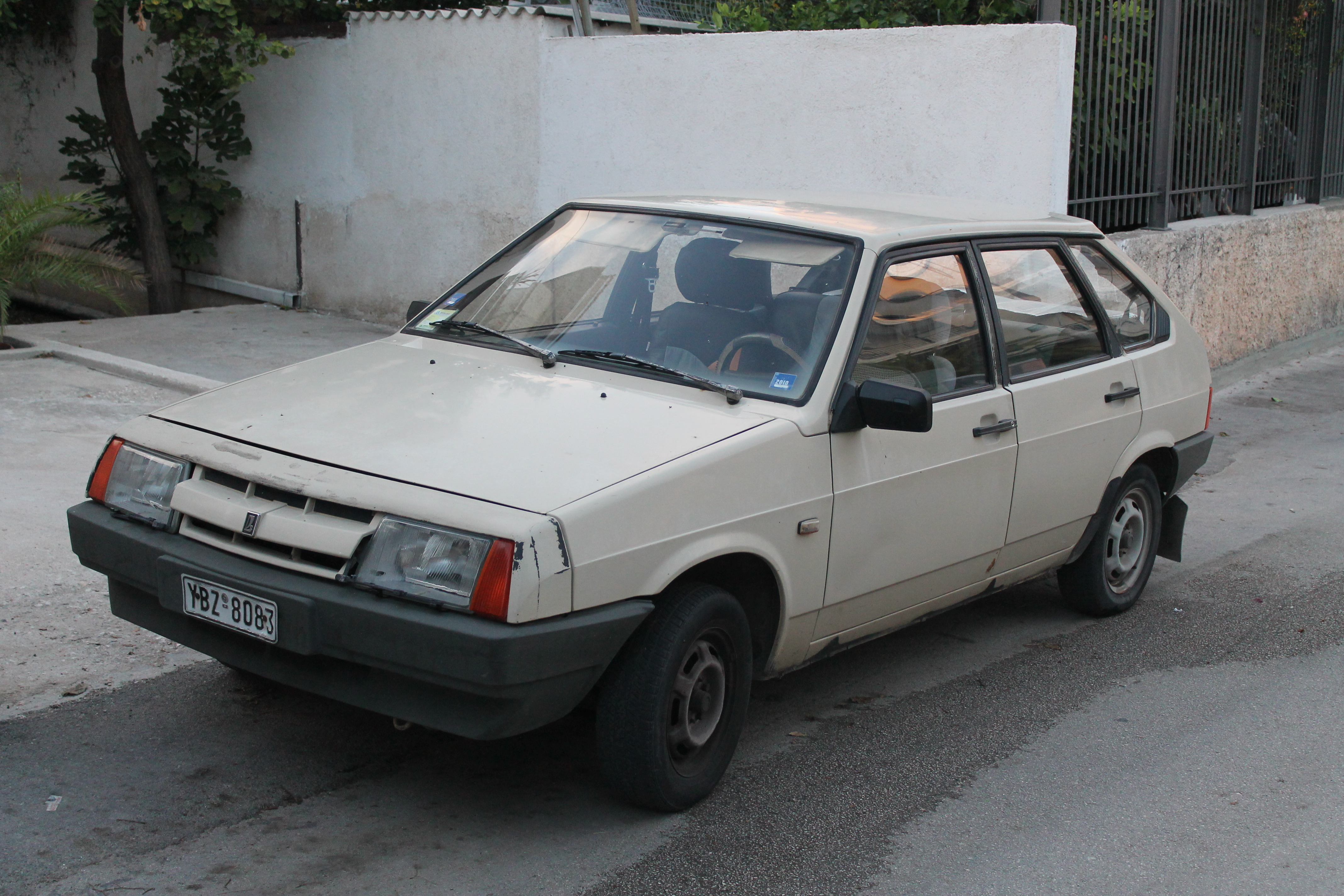
ВАЗ-21090 з коротким переднім крилом (1984—1993)

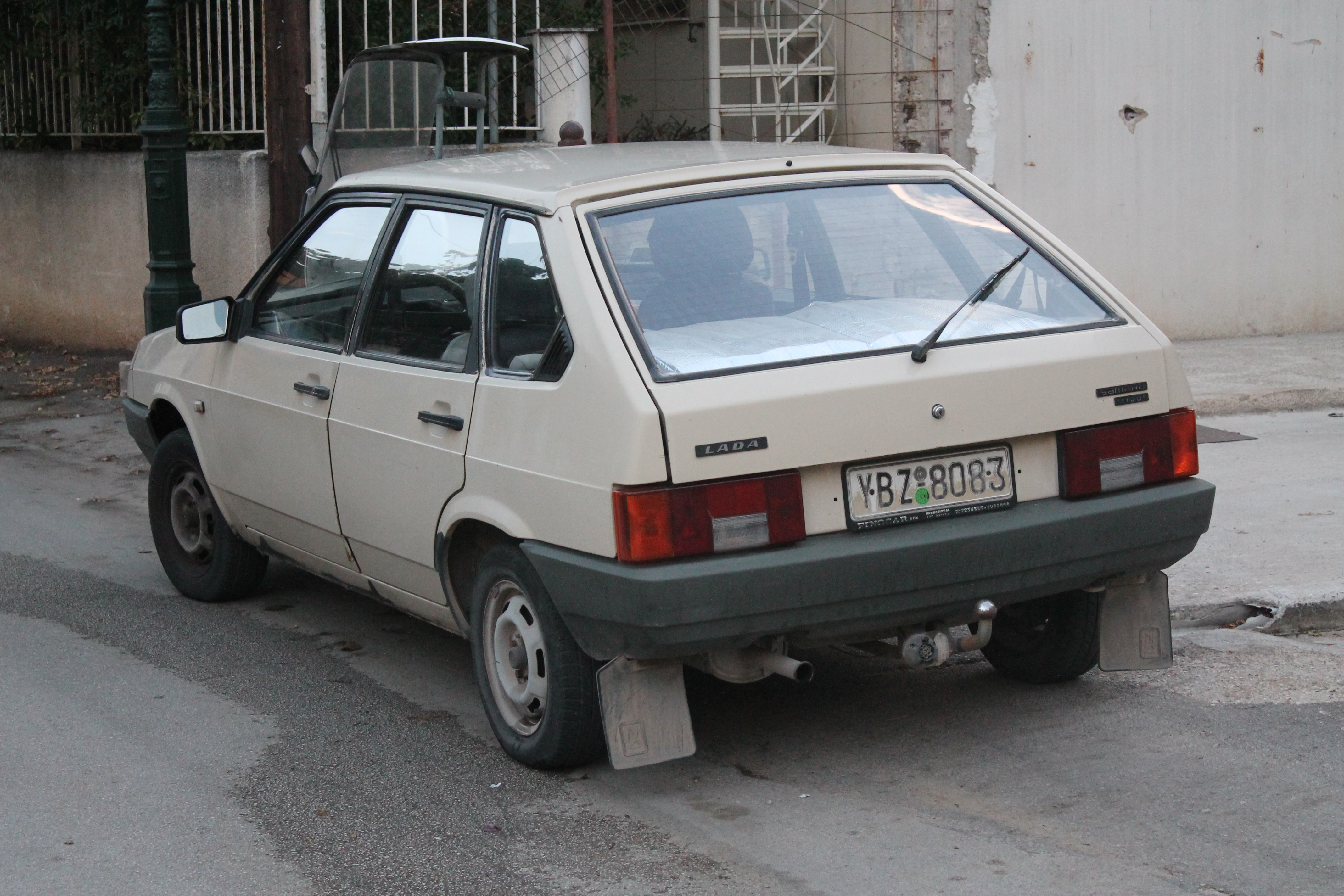
ВАЗ-2109

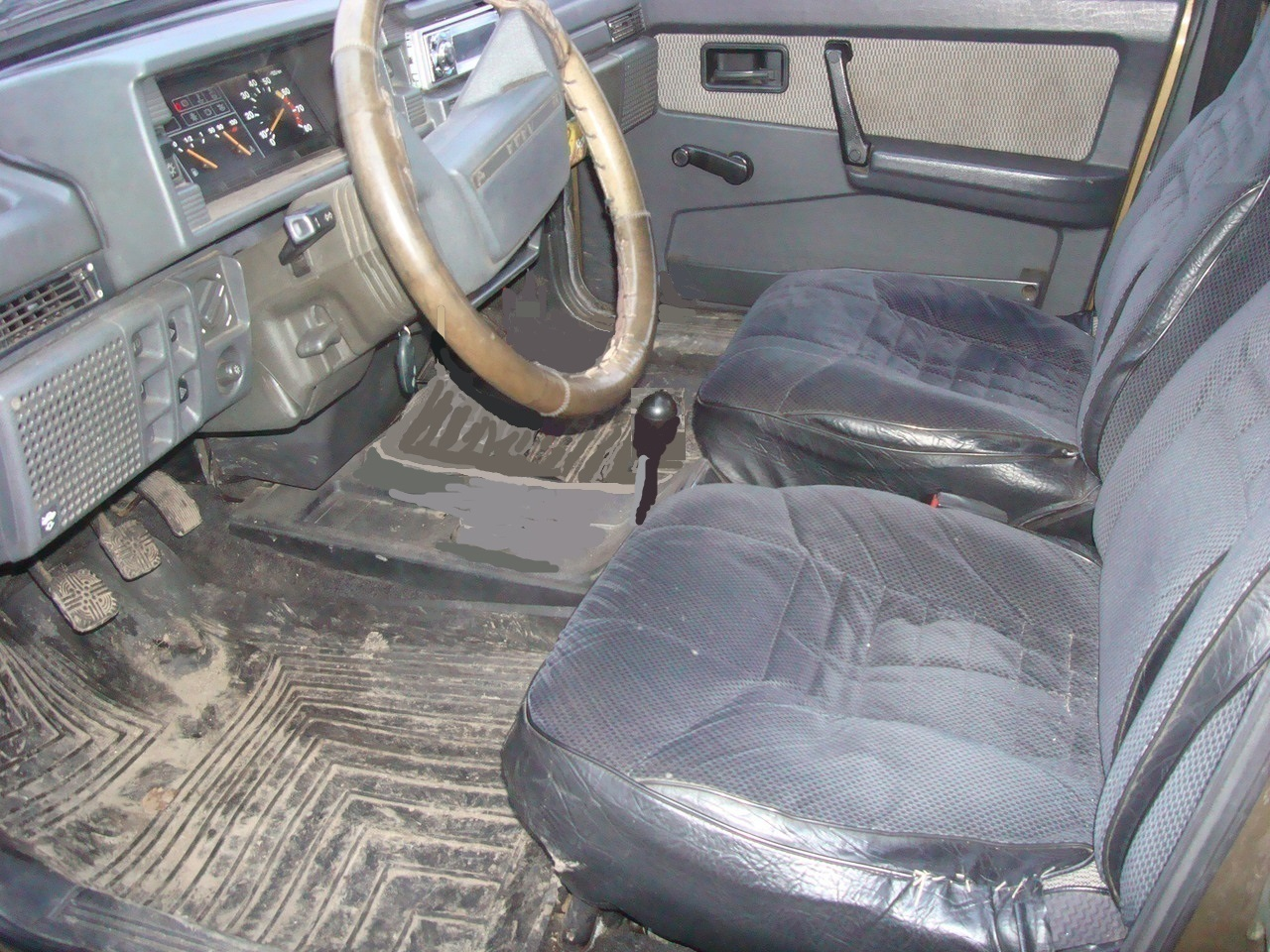

Хронологія виробництва:
- осінь 1987 року — початок виробництва ВАЗ-2109;
- з 1990 по 1994 рр. — виробництво ВАЗ-21091;
- з 1992 по 2004 рр. — виробництво ВАЗ-21093;
- 1991 рік — модернізація моделі («довге крило»);
- з 1994 по 1999 рр. — малосерійне виробництво ВАЗ-2109-91;
- 1994 рік — початок виробництва ВАЗ-21093-20;
- 1995 рік — модернізація кузова;
- з 1996 по 1998 рр. — виробництво Lada Samara Baltika на заводі Valmet;
- 1997 рік — модернізація кузова, початок встановлення «європанелі»;
- березень 2004 року — припинено виробництво на АвтоВАЗі.[2]

## Модернізація
Протягом 1991—1993 років всі автомобілі ВАЗ-2109 отримали нове оформлення передньої частини з так званими «довгими» передніми крилами (на противагу «коротким», у яких передня частина була прихована кільцевою пластиковою маскою передка), новими капотом і ґратами радіатора. Блок-фари залишилися незмінними. Крім того, на частину автомобілів стали встановлювати «високу» панель приладів від «99-ї» моделі.
Крім цього, були внесені незначні зміни в агрегатну частину.

## Будова автомобіля

### Компоновка
Компоновка ВАЗ-2109 - передньомоторна, передньоприводна.

### Кузов
Кузов ВАЗ-2109 двохоб'ємний, типу хетчбек з п'ятьма дверима.

### Двигун
ВАЗ-2109 оснащувався четирьохтактним рядним 4-циліндровим бензиновим двигуном різного робочого об'єму.

### Трансмісія
ВАЗ-2109 оснащувався механічною трансмісією, до складу якої входили:
- Однодискове зчеплення;
- П'ятиступінчаста коробка передач (були версії з Чотирьохступеневою МКПП);
- Циліндрична головна передача;
- Конічний диференціал;
- Приводні вали з шарнірами рівних кутових швидкостей[4].

Коробку передач на ВАЗ-2109 критикували через часте «виття» під час роботи.

### Ходова частина
Передня підвіска у ВАЗ-2109 повністю незалежна, типу Мак-Ферсон, т.зв. "плаваюча свічка" .
Задня підвіска напівнезалежна з поперечною балкою, що працює на кручення, по конструкції схожа з багатьма іншими передньоприводними автомобілями тих років.

### Безпека
За результатами краш-тесту, проведеного у 2002 році редакцією газети Авторевю за методикою ARCAP, ВАЗ-2109 виробництва РосЛада (Сизрань) з брусками в дверях, набрав 2,6 балів з 16 можливих за фронтальний удар і отримав 0 зірок з 4 можливих за безпеку, що є поганим результатом, в порівнянні з іншими автомобілями.

## Модифікації

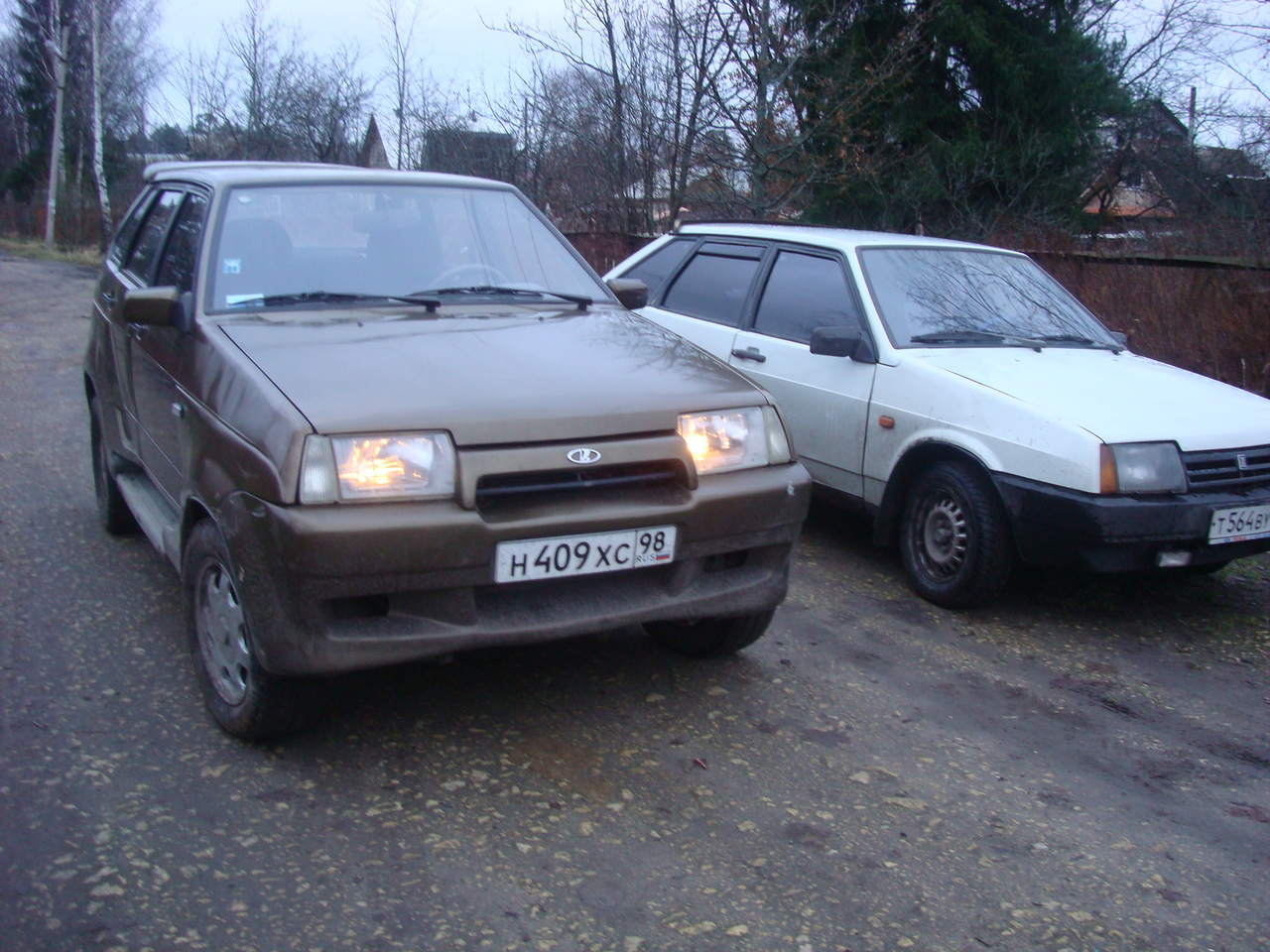
ВАЗ-210934 «Тарзан»

- ВАЗ-2109 — карбюраторний двигун 1,3 л, потужністю 64 к.с. (1987—1997)
- ВАЗ-21091 — карбюраторний двигун 1,1 л, потужністю 54 к.с. (1988—1997)
- ВАЗ-21093 — карбюраторний двигун 1,5 л, потужністю 68 к.с. (1988—2004)
- ВАЗ-21093i — інжекторний двигун 1,5 л, потужністю 72 к.с. (1994—2004)
- ВАЗ-21093-22 Baltic — фінський варіант ВАЗ-21093, виготовлений спеціально для цієї країни. Відрізняється поліпшеною обробкою салону, наявністю системи розподіленого упорскування палива, встановленими «литими» дисками і нової торпедо. На базі саме цієї модифікації АТ «АВВА», АТ «АвтоВАЗ», АТ «Валмет» почали випуск автомобіля «Євро-Самара» в 1996 році у Фінляндії з базових укрупнених вузлів, що поставлялися з Тольятті.
- ВАЗ-2109 Carlota — модифікація бельгійської фірми Scaldia-Volga (1991-1996). Вартість одиниці в 1991 році становила 9100 дол. США.
- ВАЗ-2109-90 — з компактним двосекційним 654-кубовим роторно-поршневим двигуном Ванкеля.
- ВАЗ-21096 — модель аналогічна ВАЗ 2109, але з правостороннім розташуванням рульової колонки. Відповідно змінено розташування педалей управління і вакуумного підсилювача гальм. Змінений алгоритм руху двірників вітрового скла. Вони рухаються зліва направо, що обумовлено 'дзеркальним' механізмом приводу двірників.
- ВАЗ-21097 — модель аналогічна ВАЗ 21091, але з правостороннім розташуванням рульової колонки. Відповідно змінено розташування педалей управління і вакуумного підсилювача гальм. Змінений алгоритм руху двірників вітрового скла. Вони рухаються зліва направо, що обумовлено 'дзеркальним' механізмом приводу двірників.
- ВАЗ-21098 — модель аналогічна ВАЗ 21093, але з правостороннім розташуванням рульової колонки. Відповідно змінено розташування педалей управління і вакуумного підсилювача гальм. Змінений алгоритм руху двірників вітрового скла. Вони рухаються зліва направо, що обумовлено 'дзеркальним' механізмом приводу двірників.
- ВАЗ-21099 — седан, трьохоб'ємний ВАЗ 2109 з подовженим на 200 мм заднім звісом. На експорт іменувалася Samara Forma. Реекспортні моделі обладнані каталізатором, системами уприскування палива.[8]
- ВІС-2347 — 2-дверний пікап створений компанією ВІС-Авто на основі ВАЗ-2109 (виготовлявся з 2002 по 2004 рік, всього виготовлено близько 4000 автомобілів).[9]

### Lada Samara Baltic (21093-22) (1996—1998)
Lada Samara Baltic представлена восени 1995 року на Франкфуртському автосалоні.
На початку-середині 1990-х років продажі тольяттинських автомобілів в Європі почали знижуватися. Для активізації експорт АвтоВАЗ на Паризькому автосалоні 1994 року представив сімейство 2110. Одночасно голландський імпортер російських автомобілів Gremi Auto Import пообіцяв покупцям швидкий початок продажів цих автомобілів. Але оскільки повномасштабне серійне виробництво базової моделі седана 2110 (Лада 110) відклали на значний термін, то вже через рік АвтоВАЗ приступив до реалізації нового проекту. Його суть полягала у виробництві автомобілів Лада на іноземній складальній лінії в подальшому збуті цих автомобілів у Європі. Для цієї мети була запрошена фінська компанія Valmet Automotive.
Завод компанії розташований у м. Уусікаупункі. За свою відносно коротку історію Valmet заслужила добру репутацію. Вона була заснована в 1968 році як спільне підприємство і SAAB-Scania Valmet, з 1992 року завод повністю належить Valmet Corp. Саме тут на початку 1990-х збирали всі Saab 900 Convertible і Opel Calibra.
Valmet належало серйозно модернізувати російський автомобіль і налагодити його випуск на своїх виробничих потужностях.
Вже в листопаді 1995 року між АвтоВАЗом, Автомобільним Всеросійським Альянсом («AVVA»), фірмою Євро-Лада і Valmet Automotive був підписаний договір про створення в Фінляндії підприємства з виробництва модифікованої ВАЗ-2109. Новинка отримала ім'я EuroSamara (або по-іншому Samara Baltic). Угода передбачала випуск 20 тис. машин щорічно протягом трьох років.

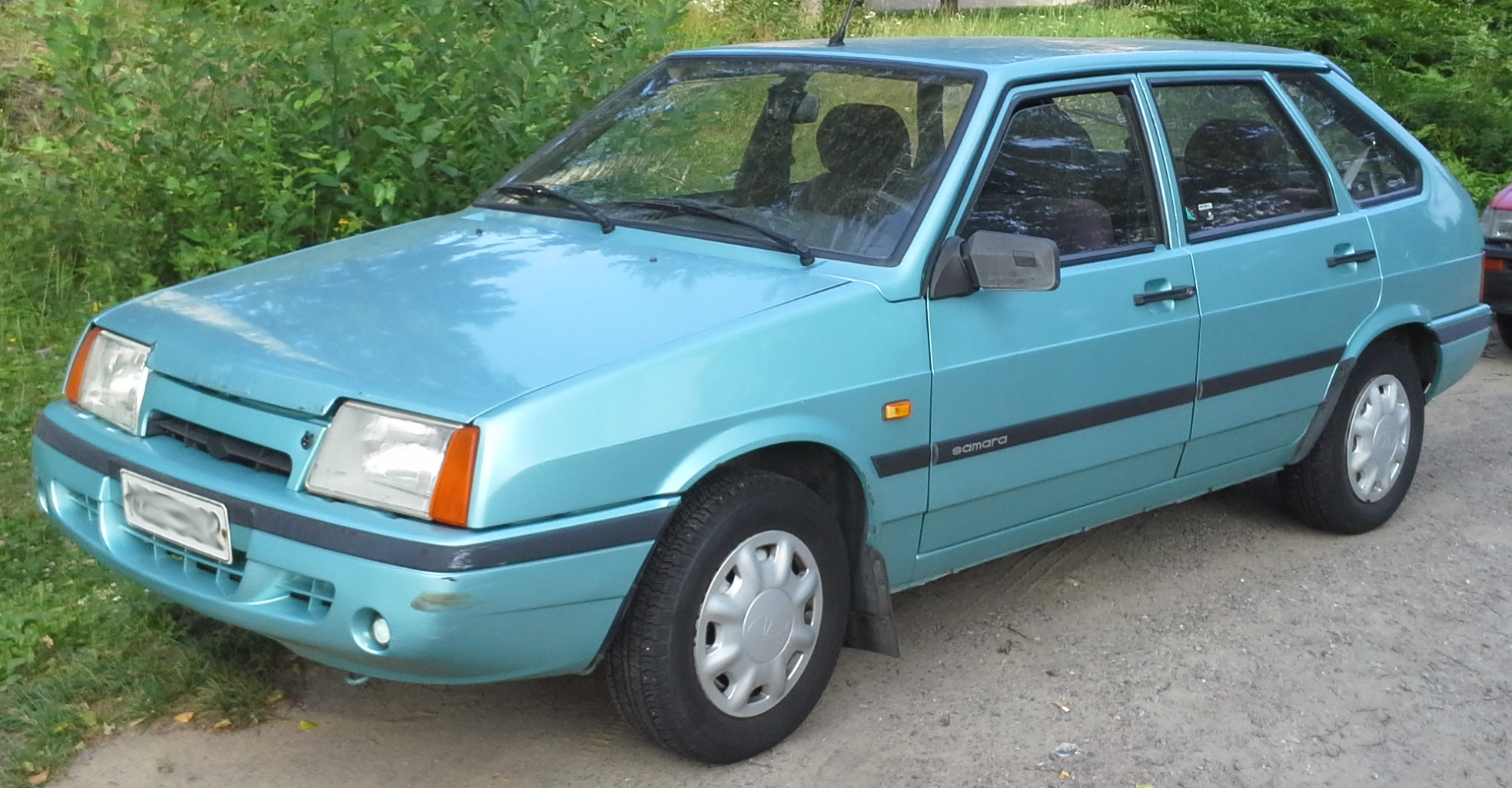
Lada Samara Baltic GL

Для випуску EuroSamara заснували окрему компанію і побудували завод неподалік від існуючого. У цей проект Valmet Automotive вклала близько 70 млн фінських марок (17 млн доларів США) Компоненти для складання надходили з Тольятті, для чого російська сторона створила щось на зразок японської системи постачання точно в строк.

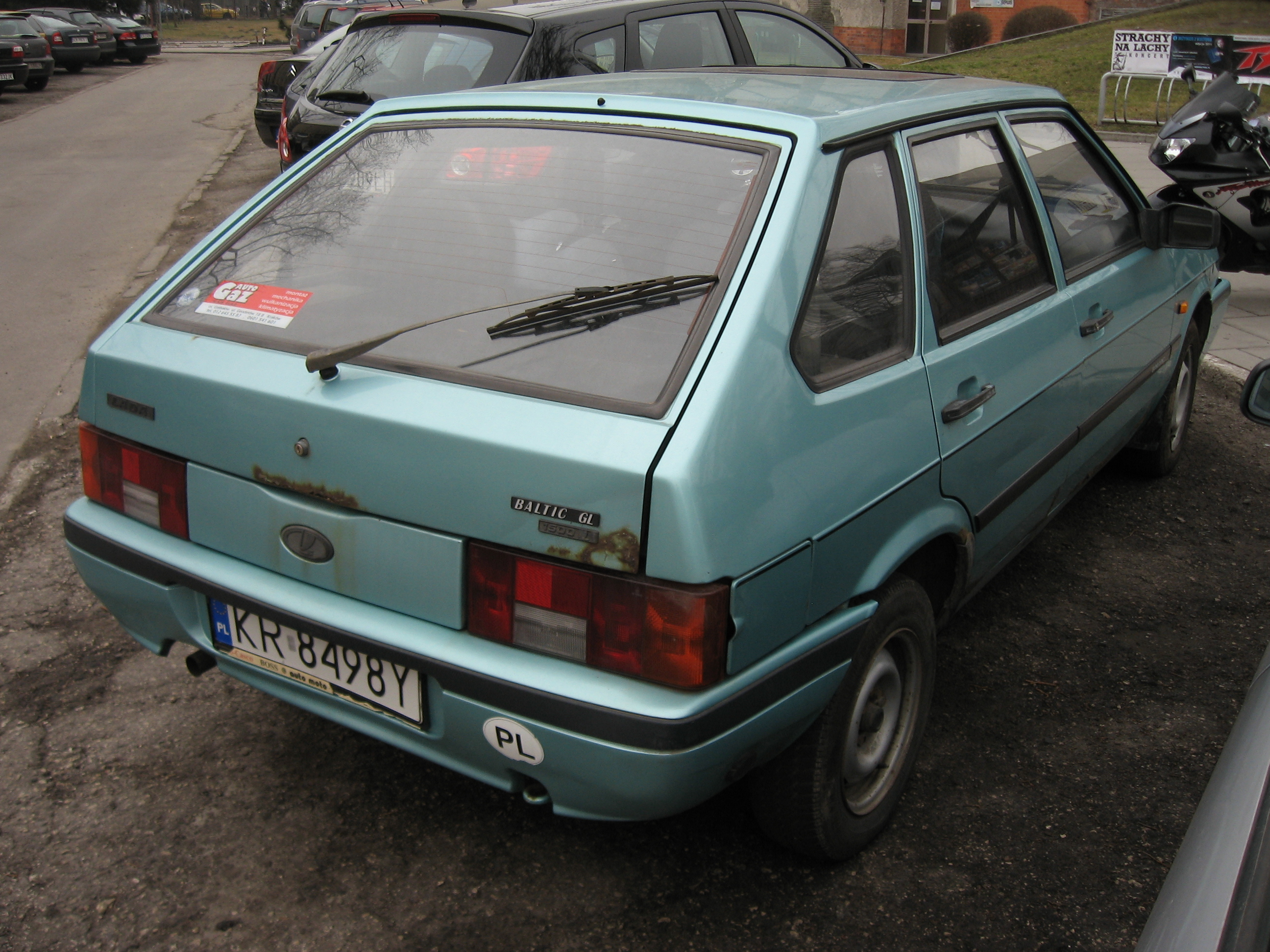
Lada Samara Baltic GL

Автомобіль випускався в двох варіантах. Обидва мали двигун ВАЗ-2111 1,5 л потужністю 71 к.с. з центральним вприскуванням General Motors і каталітичним нейтралізатором, який на той момент був обов'язковим в Європі. Силовий агрегат відповідав екологічним нормам Євро-2.
Спрощена модифікація, Samara L, виглядала зовні як звичайний ВАЗ-2109. Дорожча версія (Samara GL) зовні відрізнялася іншими переднім (з додатковими протитуманними фарами) і заднім бампером. Як опція для GL пропонувався спойлер в задній частині даху з вмонтованим в ньому стоп-сигналом.
Колір «металік» був стандартним абсолютно для всіх машин, крім того, в колір кузова фарбувалися верхні рамки дверей, пороги і бампера (у версії GL).
Особливу увагу фінські фахівці приділили антикорозійній обробці: при складанні застосовували різну по складу і щільності мастику для захисту швів, днища кузова і арок коліс від корозії. Крім цього, зникли сліди зварних швів в місцях стиків даху з передніми і задніми стійками боковини, що було характерно для російської «дев'ятки».
Усередині обидві модифікації оновили. Спеціально для європейського ринку силами фінських дизайнерів були розроблені оновлена панель приладів, сидіння, дверні панелі, килимки, обшивка стелі.
Панель приладів отримала новий вигляд. Овальна, більш пластична, з м'якими формами накладка а також рульове колесо змінили застарілу консоль і в цілому інтер'єр звичайного ВАЗ 2109. Ліворуч і праворуч від комбінації приладів розташували клавіші керування зовнішнім освітленням, протитуманними фарами та електропідігрівом передніх сидінь.
Як опцію для Samara Baltic можна було замовити 6-ти спицеві литі диски, подушку безпеки для водія і магнітолу з вбудованими 4-ма динаміками та антеною, а також люк у дасі.
Протягом трьох років виробництва (випуск припинили на початку 1998 року) в Уусікаупункі зійшло з конвеєра 14 048 автомобілів Samara Baltic. Основна частина їх була реалізована в Німеччині через дилерську мережу Deutsche Lada. Причина проста — німецький ринок для АвтоВАЗу завжди залишався одним з ключових у Європі. При цілком прийнятній якості ціна такого автомобіля на місцевому ринку становила у 1997 році 17000 DM, що на в середньому 10000 DM нижче, ніж ціна німецьких конкурентів аналогічного класу. Крім того, в тому ж році Samara Baltic перемогла у конкурсі німецького автомобільного клубу ADAC на звання найдешевшого в експлуатації автомобіля.
Модернізація інтер'єру, заміна агрегатів і систем, що викликали нарікання з надійності, якісне зварювання і фарбування кузова, а, відповідно, і якісне складання автомобіля — все це дало позитивний результат.
Але, не можна не відзначити, що передбачені угодою плани випуску 20 тисяч машин щорічно не були реалізовані з ряду причин. З одного боку, Valmet виявилася здатною виготовляти на своїх виробничих лініях лише 16 тисяч автомобілів на рік. З іншого боку, з цієї кількості в Європі могло бути продано не більше 8 тисяч. Маховик негативної громадської думки щодо продукції АвтоВАЗу був розкручений все-таки досить сильно.
Незважаючи на деякі труднощі, пов'язані з реалізацією проекту Samara Baltic, в другій половині 1990-х АвтоВАЗ і бренд Lada змогли зміцнити свої позиції на європейському автомобільному ринку.